# Charles Frederick Goldie

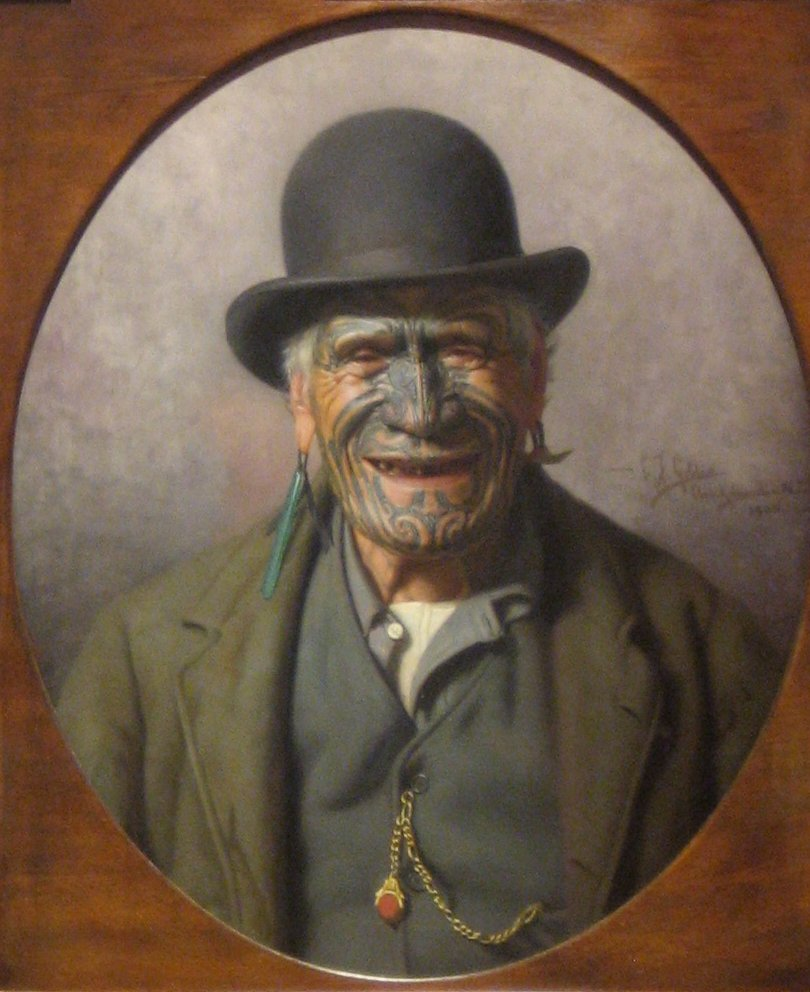
Te Aho-o-te-Rangi Wharepu of Ngati Mahuta (1905)

Charles Frederick Goldie, parfois C.F. Goldie  (20 octobre 1870 - 11 juillet 1947) est un artiste peintre néo-zélandais, connu pour ses portraits de dignitaires maoris.

## Biographie
Goldie est né à Auckland le 20 octobre 1870. Son père, David Goldie, méthodiste, était un négociant en bois, sa mère, Maria Partington, était une artiste amateur et a encouragé ses tendances artistiques. Très tôt, Goldie a remporté plusieurs prix notamment de la société des beaux-arts d'Auckland et de l'association des étudiants d'art de Nouvelle-Zélande.
Après avoir quitté l'école pour travailler avec son père,  Goldie continua à étudier à temps partiel sous la direction de Louis John Steele, un peintre qui avait été formé à l’École des beaux-arts de Paris. En 1891, Un ancien gouverneur de Nouvelle-Zélande, Sir George Grey, fut tellement impressionné par deux natures mortes de Goldie qui étaient exposées à l'Académie des Beaux-arts d'Auckland, qu'il demanda au père de permettre à son fils de continuer sa formation artistique à l'étranger.
À l'âge de 22 ans, Goldie alla à Paris pour étudier à l’Académie Julian dans l'atelier de William-Adolphe Bouguereau et d'autres maîtres moins connus. Il remporta régulièrement des prix dans le cadre de l'atelier et même une médaille d'or lors d'un concours concernant toute l'école. Il s'appliqua en outre à copier les grands maîtres du Louvre et voyagea en Angleterre, Belgique, Hollande, Allemagne et Italie.
Dans une lettre de Paris datée de 1897, Goldie parle de son intention de créer une académie des beaux-arts en Nouvelle Zélande sur le modèle de l'académie Julian. Il retourna dans son pays l'année suivante et y fonda l'Académie artistique française avec Louis J. Steele, son précepteur. Ensemble, ils collaborèrent à la grande fresque historique L'Arrivée des Māoris en Nouvelle-Zélande, inspirée du Radeau de la méduse de Théodore Géricault. Le tableau dépeint les navigateurs polynésiens épuisés, affamés et assiégés par les tempêtes et qui voient la terre après un long périple. Bien que critiquée comme étant historiquement inexacte, cette œuvre fut cependant largement saluée à l'époque.
Goldie et Steele se séparèrent peu de temps après et Goldie s'établit dans son propre atelier. À partir de 1901, il entreprit des expéditions pour rencontrer, photographier et  peindre des Maoris dans leur milieu naturel, rétribuant et accueillant les visiteurs maoris qui venaient à Auckland et acceptaient de poser pour lui. La plupart d'entre eux étaient des chefs maoris se rendant au tribunal foncier.
C'était le plus souvent des personnes âgées révérées dans leur tribu et qui portaient des tatouages traditionnels, le tatouage Tā moko était une pratique réservée aux individus ayant un statut élevé. La pratique du tatouage  n'était plus en vigueur à l'époque, et les  survivants de cette tradition étaient par conséquent en majorité des personnes âgées.
Goldie consacra sa vie à peindre de manière réaliste les chefs maori et leurs communautés, s'en faisant des amis. Il vécut dans leur différentes tribus et apprit à parler couramment maori. Il se donna comme mission de se consacrer à préserver l'héritage des Maoris qu'il admirait. Ses portraits constituent un document artistique et ethnographique sur le peuple maori,.
Ce qui était une pratique relativement courante et anodine conduisit à la détérioration de sa santé par empoisonnement au plomb ; cet élément entrait dans la composition du  blanc de plomb qu’il utilisait pour préparer ses toiles qu’il brossait ensuite et également parce qu’afin de créer le plus fin des détails, il léchait l'extrémité de ses pinceaux. Sa production se ralentit dans les années 1920, mais, encouragé par le gouverneur général de Nouvelle Zélande, Lord Bledisloe, Goldie se remit à peindre vers 1930.  En 1934 et 1935, il exposa à la Royal Academy of Arts de Londres et en 1935, 1938 et 1939 au Salon de la Société des artistes français.
Charles Frederick Goldie cessa de peindre en 1941 et mourut six ans plus tard, le 11 juillet 1947.

## Honneurs
En 1935, Goldie a reçu la Médaille du Jubilé d'argent du Roi George V.  Peu de temps après, il fut nommé Officier de l'Ordre de l'Empire britannique pour  services rendus à  l'art en Nouvelle-Zélande.
Ses œuvres appartiennent aux collections publiques, notamment celles du Musée d'art d'Auckland, de l'Institut et du Musée d'Auckland ainsi que de celles  du Musée de la Nouvelle-Zélande, Te Papa Tongarewa.

## Les faux
Le faussaire condamné Karl Sim (1923 - 2013) a légalement changé son nom pour celui de  Carl Feodor Goldie dans les années 1980 afin de pouvoir « légitimement » signer ses copies C.F. Goldie.  Puis il a cessé de les faire passer pour des originaux et  en 2003,  a publié une autobiographie en collaboration avec Tim Wilson intitulée : Good comme Goldie  (ISBN 9781869589073).